# Música por la paz
Música por la paz es una plataforma contra la exclusión social infantil, fundado en 2013. El objeto es de impartir apoyo escolar y proporcionar merienda gratuita a todos los niños y niñas en riesgo de exclusión.

## Historia
Música por la paz abrió su primer centro en Sevilla en el año 2013, desde entonces han continuado abriendo centros en diferentes ciudades españolas, en este momento cuentan con 16 centros en toda España. 
Esta organización surgió en un principio para favorecer la integración de niños y niñas de diferentes culturas a través de clases de música, con el paso del tiempo evolucionó para hacer frente a necesidades más importantes como el apoyo escolar y la merienda, pero siempre manteniendo los valores de integración y respeto. 

## Geografía
Está presente en 16 ciudades españolas: 
- A Coruña
- Albacete[1]
- Alicante
- Almería[2]
- Badajoz[3]
- Barcelona
- Cáceres
- Granada
- Gijón
- Madrid[4]
- Murcia
- Salamanca[5]
- Sevilla
- Toledo
- Valencia
- Vigo[6]

## Los Centros
Abren de lunes a viernes de 16:30 a 20:30, pueden acudir niños y niñas que estén en la etapa de educación primaria, de entre 6 y 12 años. Una profesora titulada se encarga de ayudar con los deberes, organizar las meriendas y guiar las actividades.
Para la organización de talleres y otras actividades cuentan con la participación de voluntarios. El funcionamiento de los centros lo deciden las profesoras y los niños y niñas en asambleas donde se elige desde la merienda, hasta las actividades y talleres.
No se trata de centros de clases particulares, se trata de un lugar en el que aparte de dar merienda y de hacer deberes, se aporta orientación, se trabaja para fomentar la integración cultural, la imaginación, el respeto, la responsabilidad y la ilusión. 
Los centros estructuran los tiempos de manera que los deberes no ocupen nunca más de la primera hora y media, a partir de ahí se destina una hora a la merienda que es un momento de relajación en el que los niños y niñas hablan entre ellos y se conocen mejor, el tiempo restante se ocupa con diferentes talleres y actividades.